# 北城遗址
北城遗址，是位于中国安徽省合肥市肥东县合肥循环经济示范园刘集村（原属桥头集镇）的一个新石器时代至商周时期古遗址，2008年入选第四批肥东县文物保护单位。
北城遗址面积约3000平方米，采集到的新石器时代文物有夹砂红陶片，以鼎足为主要器形；商周时代遗物则有夹砂红陶和灰陶片，以鬲足为主要器形。